# Risby (Suffolk)
Risby – wieś w Anglii, w hrabstwie Suffolk. Leży 43 km na północny zachód od miasta Ipswich i 100 km na północny wschód od Londynu.